# Naafshäuschen
Naafshäuschen ist ein Weiler in Lohmar im Rhein-Sieg-Kreis in Nordrhein-Westfalen.

## Geographie
Naafshäuschen liegt im Norden Lohmars. Umliegende Ortschaften und Weiler sind Agger im Norden, Aggerhütte und Honsbach im Nordosten, Honsbach im Osten und Südosten, Neuhonrath, Honsbacher Mühle und Bacher Mühle im Südosten, Windlöck im Süden, Birken im Südwesten, Burg Honrath und Honrath im Westen, Honrath und Jexmühle im Nordwesten.

## Gewässer
Im Osten von Naafshäuschen fließt die Agger entlang.

## Geschichte
Der Name des Landgasthofes „Naafs-Häuschen“, dessen Grundsteinlegung 1824 war, hat den bis 1970 gebräuchlichen Ortsnamen „Turnisauel“ verdrängt. Tournisauel hatte 1858 neun und 1864 sechs Bewohner. 1875 wurden 16 Personen in einem Wohnhaus gezählt.
Im Landhotel Naafs-Häuschen ist eine Außenstelle des Standesamts der Stadt Lohmar.

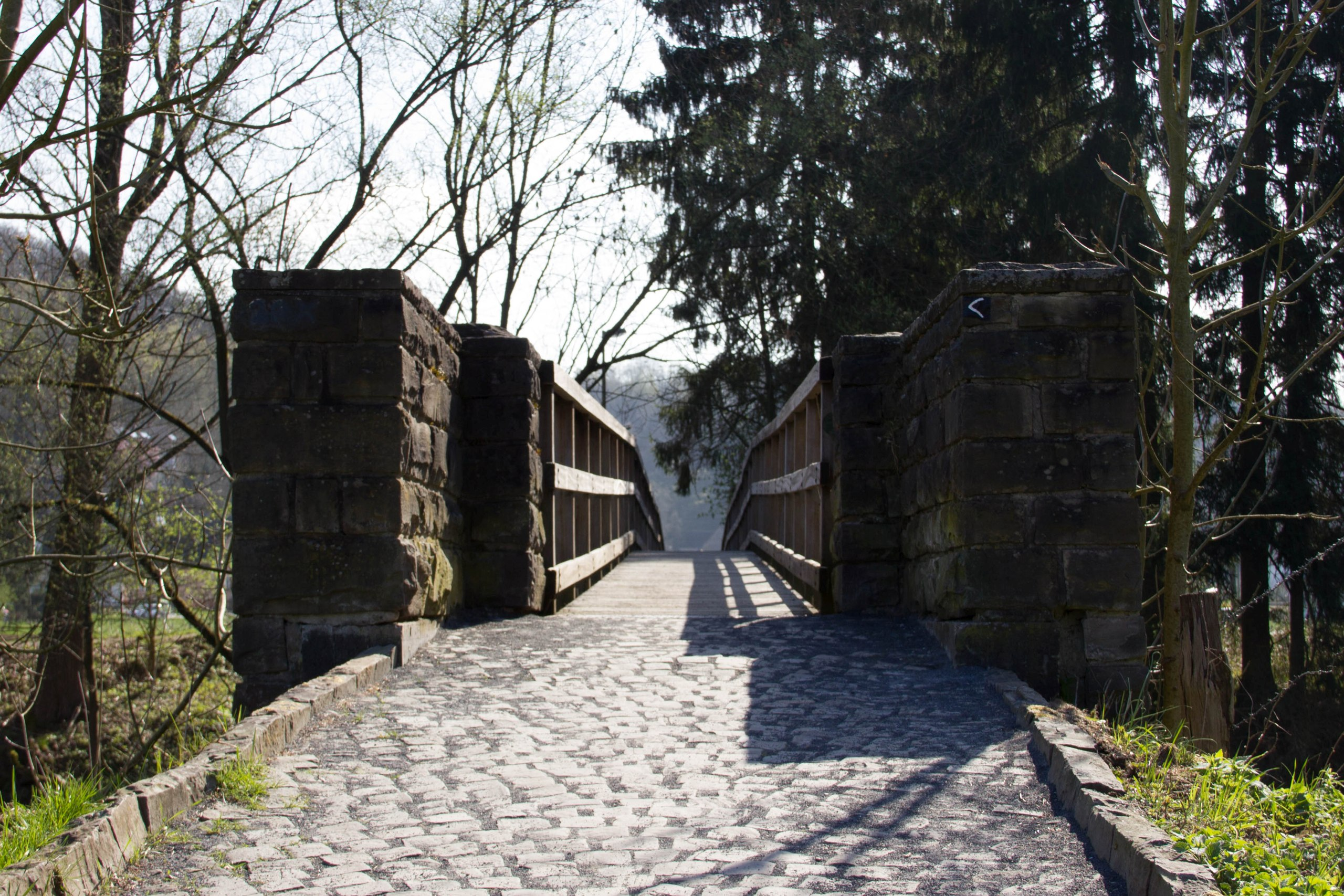
Brücke über die Agger in Richtung Honsbach

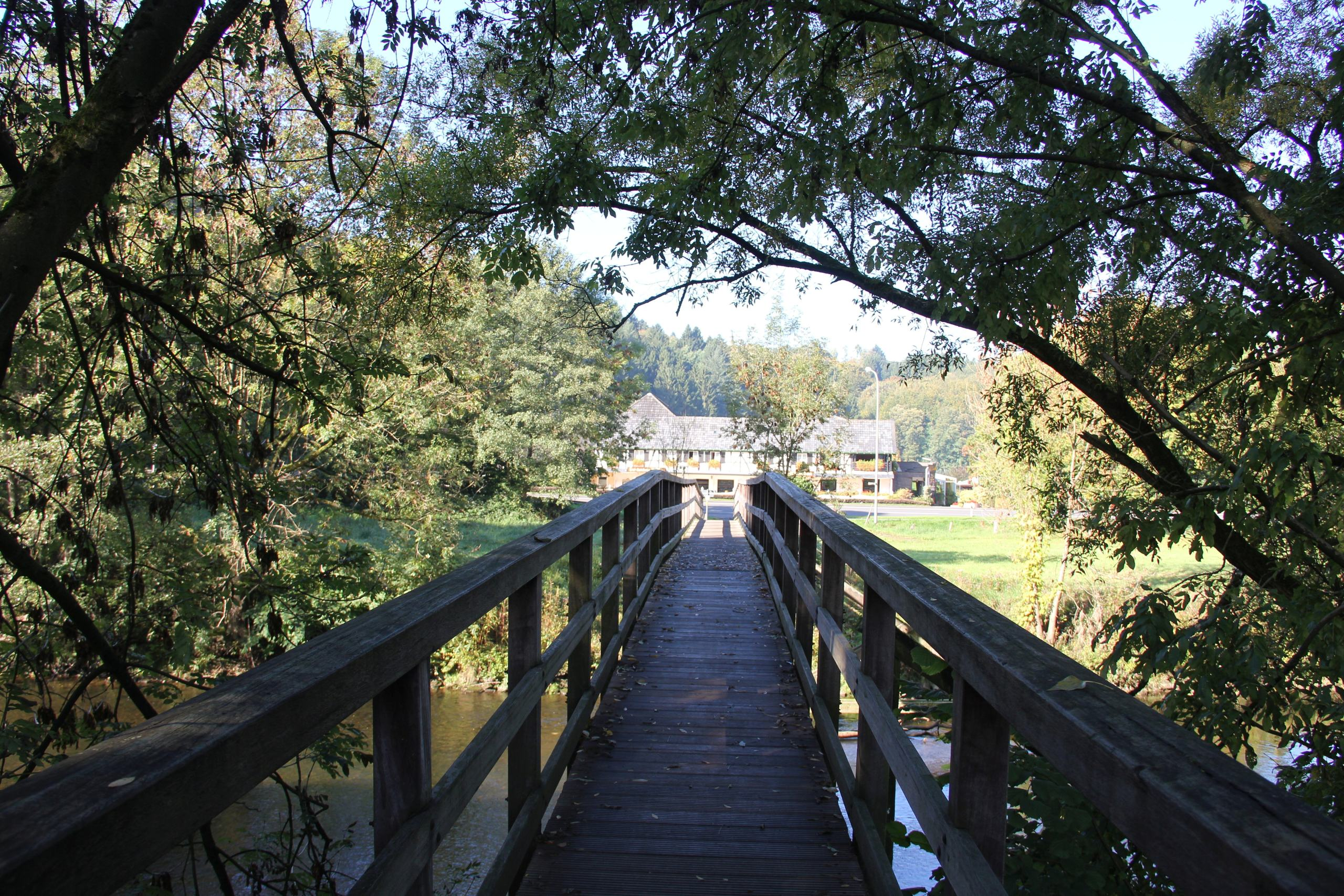
Holzbrücke über die Agger Richtung Naafs-Häuschen

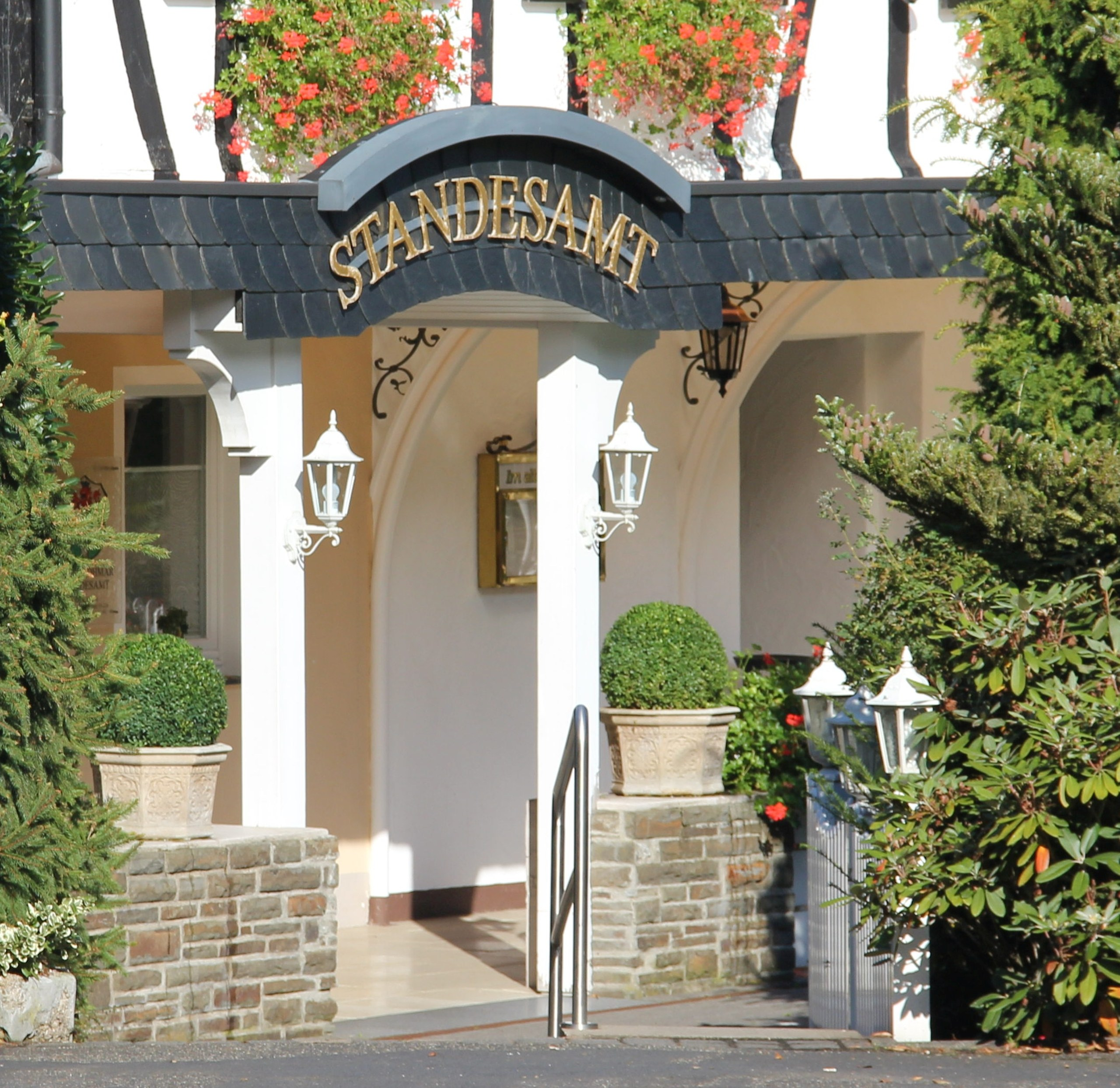
Standesamt Außenstelle der Stadt Lohmar im Landhotel Naafs-Häuschen

## Sehenswürdigkeiten
Sehenswert ist die kleine Holzbrücke über die Agger von Naafshäuschen nach Honsbach. Die Brücke ist seit mehreren Jahren baufällig und daher gesperrt.

## Verkehr

### Verkehrsanbindung
Naafshäuschen liegt direkt an der B 484.

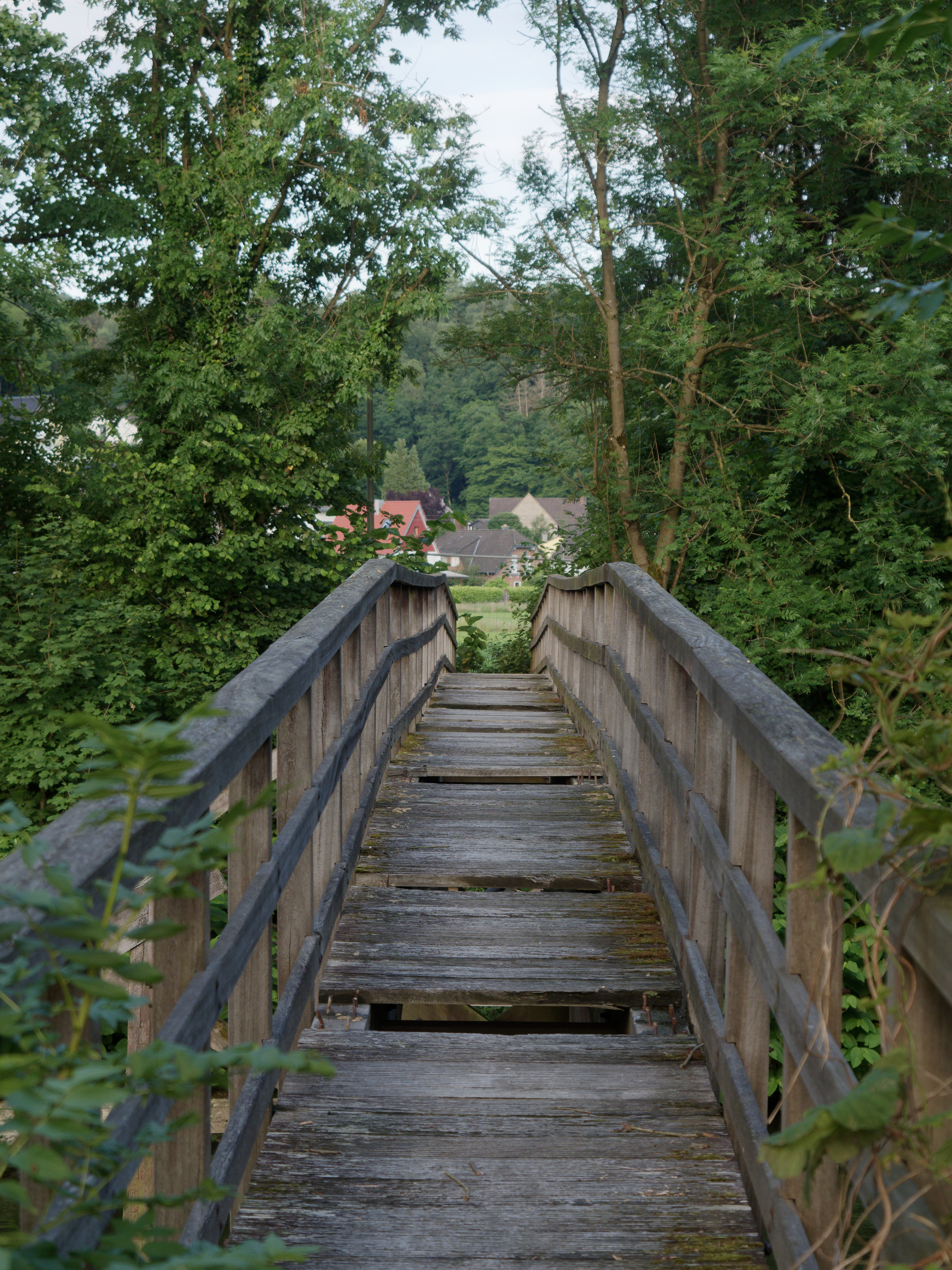
Brücke im Jahr 2022, wegen Baufälligkeit gesperrt

### Wanderwege
Folgende Wanderwege gehen durch Naafshäuschen:
- Etappe acht des Fernwanderweges „Bergischer Weg“ von Rösrath nach Overath[5]
- Etappe sechs des Fernwanderweges „Kurkölner Weg“ des Sauerländischen Gebirgsvereins von Drabenderhöhe nach Honrath[6]
- Wanderweg „<5“ des Kölner Eifelvereins[7]
- Rundwanderweg „A4“ des Sauerländischen Gebirgsvereins ab Wahlscheid[8]

### Bahnverkehr
Der Bahnhof Lohmar-Honrath bei Jexmühle liegt in der Nähe.

### Busverkehr
- Linie 554: Wahlscheid – Naafshäuschen – Honrath – Wickuhl – Dahlhaus
- Linie 557: Siegburg – Lohmar – Donrath – Wahlscheid – Agger – Overath

Das Anruf-Sammeltaxi (AST) ergänzt den ÖPNV. Naafshäuschen gehört zum Tarifgebiet des Verkehrsverbund Rhein-Sieg (VRS).